# 保罗·阿格诺埃
保羅·阿格诺埃（法語：Paul Haguenauer，1871年1月11日—1944年4月16日）出生於法國大東部大區上萊茵省的貝爾蓋姆，曾經是一位法國猶太教的拉比。

## 生平
他在1889年前往巴黎的法國猶太神學院學習，1895年獲得拉比的身分畢業。1897年至1901年之間，他是孚日省的拉比，然而在1898年的時候，保羅·阿格诺埃捲入德雷福斯事件當中，為了遠離媒體造成的是非紛擾，他選擇遠赴阿爾及利亞的君士坦丁擔任拉比，1907年才又回到法國的貝桑松擔任拉比，1919年則到南錫擔任拉比。
1944年4月13日，他被納粹德國押往奧斯威辛集中營，三天後遭到屠殺。

## 受獎
- 勇氣和奉獻行為榮譽勳章（法语：Médaille d'honneur pour acte de courage et de dévouement）
- 突尼西亞國王授予尼尚·伊夫蒂卡爾勳章（法语：Nichan Iftikar）（十字勳章）
- 學術棕櫚勳章
- 法國榮譽軍團勳章
- 法國第一次世界大戰十字勳章